# WWE Women's Crown Jewel Championship
Het WWE Women's Crown Jewel Championship is een professioneel worstelkampioenschap dat gecreëerd werd en eigendom is van de Amerikaanse worstelorganisatie WWE.  en het zal elk jaar worden verdedigd tijdens het WWE Crown Jewel-worstelevenement. De huidige en eerste kampioen is Liv Morgan. 

## Historie
Tijdens  Bad Blood op 5 oktober 2024 onthulde WWE Chief Content Officer Paul "Triple H" Levesque het nieuwe WWE Women's Crown Jewel Championship, dat elk jaar verdedigd zal worden tijdens het WWE Crown Jewel-evenement. Hij kondigde aan dat de eerste kampioen bepaald zou worden op Crown Jewel op 2 november 2024.
Elk jaar zullen de wereldkampioenen van zowel de Raw- als de SmackDown-merken strijden om het Crown Jewel-kampioenschap. Echter, tijdens deze wedstrijd zullen het WWE Women's Championship en  WWE Women's World Championship  niet op het spel staan, wat betekent dat de winnaar niet met het kampioenschap van de andere titelhouder naar huis gaat.
Tijdens het evenement versloeg Liv Morgan  Nia Jax om de eerste kampioene te worden. 

## Lijst van Crown Jewel Champions
| Nr. | Worstelaars | # | Datum           | Stad  | Evenement        | Aantekeningen                                                                           |
| --- | ----------- | - | --------------- | ----- | ---------------- | --------------------------------------------------------------------------------------- |
| 1   | Liv Morgan  | 1 | 2 november 2024 | Riyad | Crown Jewel 2024 | Liv Morgan wint de titel in een wedstrijd tegen Nia Jax                                 |
| 2   | nnb         | 1 | 11 oktober 2025 | Perth | Crown Jewel 2025 | Momenteel staat de wedstrijd gepland tussen Noami (RAW) en Tiffany Stratton (Smackdown) |